# Norra Törnskogens naturreservat
Norra Törnskogens naturreservat är ett naturreservat i Upplands Väsby kommun i Stockholms län.
Området är naturskyddat sedan 2016 och är 104 hektar stort. Reservatet omfattar ett område i anslutning i öster till Södra Törnskogens naturreservat i Sollentuna kommun. Reservatet består av hällmarkstallskog, äldre barrnaturskog och sumpskog.